# Перо
 Тази статия е за птичите пера.  За други значения вижте Перо (пояснение).  
Перата са рогови образувания на кожата при птиците и някои видове динозаври, които формират оперението. Според структурата и функцията си биват покривни (контурни) и махови – разположени по крилете, кормилни или рулеви – по опашката, и имат важно значение при летенето. Освен тях има пухови, които са меки и нежни и лежат под покривните, както и нишковидни - по главата, в основата на клюна и по тялото. Те са добри топлоизолатори, а особено при водоплаващите птици – и хидроизолатори.